# Années 1820 en sport
Chronologie du sport
- années 1810 en sport - années 1820 en sport - années 1830 en sport

## Athlétisme
- De 1820 à 1860, de nombreuses courses pédestres se déroulent à New York. Ces courses sont dites professionnelles car elles proposent des prix en argent. La période 1835-1845 marque l'âge d'or de ces courses new-yorkaises[1].

## Aviron

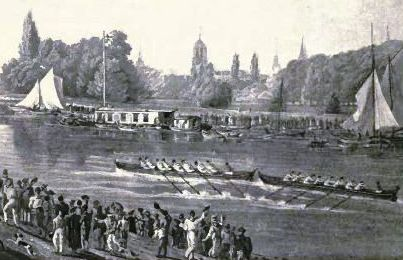

- 10 juin 1829 : première édition de la compétition d’aviron entre les clubs anglais d'Oxford et de Cambridge.

## Baseball/Rounders
- 1828 : description du jeu de Rounders dans une publication anglaise de jeux pour garçons. Tout comme la balle empoisonnée française décrite déjà 18 ans plus tôt, le jeu de Rounders est un très proche ancêtre du baseball.

## Boxe
- 19 juillet 1825 : à Warwick, le boxeur anglais Jem Ward devient champion d'Angleterre en battant Tom Cannon en 10 rounds.
- 2 janvier 1827 : le boxeur anglais Jem Ward s'incline face à Peter Crawley qui devient champion d'Angleterre.
- 17 mars 1828 : le boxeur anglais Jem Ward devient champion d'Angleterre en battant Jack Carter en 17 rounds.

## Cricket
- 24 mai 1821 : victoire de Cambridge Town Club par 24 runs face aux élèves de la Cambridge University.
- 21 août 1826 : fondation du premier club de cricket australien par des militaires.
- 4/5 juin 1827 : match nul en cricket entre Oxford et Cambridge à Londres (Angleterre).
- 1827 : 
  - le comté de Sussex est désigné champion de cricket en Angleterre par un pool de journalistes spécialisés. Cette méthode restera valable pour l’attribution des titres nationaux de cricket jusqu’en 1890. Certaines années, les journalistes ne parviennent pas à se mettre d’accord, ces palmarès prêtant à controverses…
  - fondation du club de cricket canadien de Toronto Cricket Club.
- 1828 : le comté du Kent est sacré champion de cricket en Angleterre.

## Gymnastique
- 1820 : sous l’impulsion du suédois Per Henrik Ling, la gymnastique devient obligatoire dans les écoles suédoises.
- 1822 : création en Suède d’un diplôme d’enseignant de gymnastique.

## Jeu de paume
- 1829 : le Français Edmond Barre succède à Cox comme « Champion du monde » de jeu de paume.

## Joutes nautiques
- 22 mai 1823 : tournoi de joutes nautiques à Sète à l’occasion de la visite de la Duchesse d’Angoulême.

## Natation
- 1825 : fondation du supposé premier club de natation anglais, Huddersfield and Lockwood Swimming Club.
- 10 juillet 1827 : première course de natation professionnelle documentée. Un nommé Bedale s'impose lors de cette course de fond en rivière disputée sur la Mersey entre Liverpool et Runcorn. Le Mancunien Bedale gagne en 3 heures, 35 minutes et 10 secondes[2].
- 1828 : inauguration de la première piscine couverte à Liverpool, St-George’s Pier. Un club de natation y est fondé.

## Omnisports
- 1828 : le Journal des Haras emploie pour la première fois en France le mot anglais « Sport ». Cet ancien verbe anglais (sporting) vient du vieux français (desport).

## Sport hippique
- 1821 : interdites par la loi depuis 1802, les courses hippiques sont de nouveau autorisées à New York[3].
- Octobre 1821 : inauguration de l'hippodrome de l'Union Course à Long Island (New York)[4].

## Naissances
- 1820
  - 17 avril : Alexander Cartwright, ingénieur américain, inventeur du baseball. († 12 juillet 1892).
- 1821
  - 16 juin : Tom Morris, Sr. golfeur écossais. († 24 mai 1908).
- 1822
  - ? : Tom Paddock boxeur anglais. († 30 juin 1863).
- 1825
  - 10 juin : Sondre Norheim, pionnier du ski moderne norvégien. († 9 mars 1897).
- 1826
  - 25 mai : Tom Sayers boxeur anglais. († 8 novembre 1865).
  - 5 septembre : John Wisden, joueur de cricket anglais. († 5 avril 1884).
- 1828
  - 2 février : Billy Caffyn, joueur de cricket anglais. († 28 août 1919).